# تپه همت سلاله (محال مران)
تپه همت سلاله (محال مران) مربوط به دوره اشکانیان است و در شهرستان گرمی، روستای سلاله واقع شده و این اثر در تاریخ ۲۵ اسفند ۱۳۴۵ با شمارهٔ ثبت ۶۳۷ به‌عنوان یکی از آثار ملی ایران به ثبت رسیده است.